# Elisabethkirche (Hertingshausen)

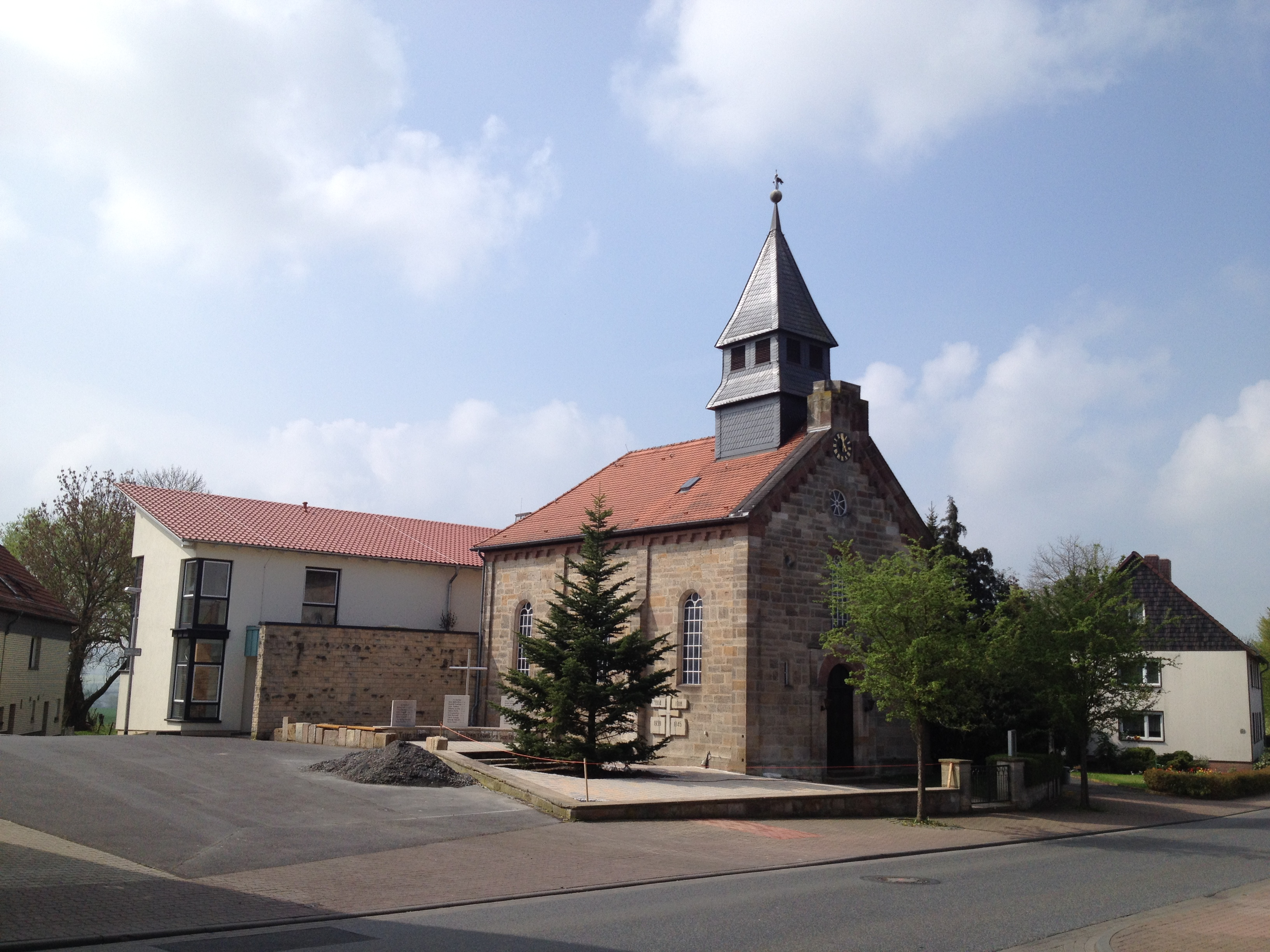
Elisabethkirche in Hertingshausen

Die evangelische Elisabethkirche ist ein denkmalgeschütztes Kirchengebäude im Ortsteil Hertingshausen der Gemeinde Baunatal im Landkreis Kassel in Hessen. Die Kirchengemeinde gehört zum Kirchenkreis Kaufungen im Sprengel Kassel der Evangelischen Kirche von Kurhessen-Waldeck.

## Beschreibung
Nach über 500 Jahren war die Kapelle, die der heiligen Barbara geweiht war, so baufällig geworden, dass das Konsistorium in Kassel eine Renovierung ablehnte und einen Neubau einer Kirche verfügte. Die Kapelle wurde abgetragen und die Arbeiten am Neubau sogleich aufgenommen. Um Baukosten zu sparen, fanden die Steine der Kapelle im Neubau Verwendung. Unter der Leitung des Landesbaumeisters Sollmann entstand das Gebäude aus Quadermauerwerk, das 1858 vollendet war.
Die Seitenwände des Kirchenschiffs sind mit Lisenen, zwischen denen sich Bogenfenster befinden, und einem Fries unter der Dachtraufe gegliedert. Über dem Portal in der Fassade ist ein Bogenfenster und darüber eine Fensterrose. Erst fünfzig Jahre nach Einweihung der Kirche wurde auf das Satteldach des Kirchenschiffs ein quadratischer, schiefergedeckter Dachreiter mit einem Pyramidendach gesetzt. In seinem Glockenstuhl hingen zwei Kirchenglocken, die im 15. Jahrhundert gegossene, die aus der alten Kapelle stammte, und eine 1908 angeschaffte, die noch heute vorhanden ist. Die alte Glocke musste im Zweiten Weltkrieg abgeliefert werden. Sie wurde erst 1952 ersetzt.
Die Orgel wurde 1860 von Valentin Möller gebaut.